# Marmoleo

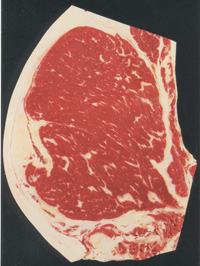
Carne de vaca "marmoleada"

El marmoleo (también conocido en España como veteado) es la cantidad de grasa entreverada dentro de la carne y se observa principalmente en el área del ojo de costilla en un corte hecho entre las costillas duodécima y decimotercera. El marmoleo es el principal factor a tomar en cuenta por el consumidor para determinar la calidad de la carne. Mientras el nivel de marmoleo sea mayor, la carne será de mayor calidad, puesto que ésta tendrá mejor sabor y será más jugosa.
La correcta determinación del marmoleo por métodos electrónicos depende en gran medida de la determinación del contorno del músculo longísimo. Determinar el contorno se complica cuando no existe una clara delimitación de este músculo por líneas de grasa intermuscular. Este problema requiere técnicas sofisticadas de procesamiento de imágenes.

## Sistema de calificaciones de Estados Unidos
El sistema de calificación del USDA, que ha sido diseñado para recompensar el marmoleo, tiene ocho grados diferentes; Prime, Choice, Select, Standard, Commercial, Utility, Cutter y Canner. Prime tiene el contenido de marmoleo más alto en comparación con otros grados, y es capaz de obtener un Premium en restaurantes y supermercados. Choice es el grado que se vende con mayor frecuencia en los puntos de venta minorista, y Select se vende como una opción más barata pero nutritiva en muchas tiendas. Prime, Choice, Select y Standard se usan comúnmente en el ganado más joven (con menos de 42 meses de edad), y Commercial, Utility, Canner y Cutter se usan en canales de ganado mayores que no se comercializan como "bloque" de carne al por mayor, sino como material utilizado en productos molidos y filetes más baratos para restaurantes familiares.

## Categorías
- Datos: Q1902254